# Thin-film transistor

Varios tipos de construcciones TFT.

Thin-film transistor (TFT) o transistor de películas finas es un tipo especial de transistor de efecto campo que se fabrica depositando finas películas de un semiconductor activo así como una capa de material dieléctrico y contactos metálicos sobre un sustrato de soporte. Un sustrato muy común es el vidrio.
Una de las principales aplicaciones de los TFT son las pantallas de cristal líquido. Esto lo diferencia de un transistor convencional donde el material semiconductor suele ser el sustrato, como una oblea de silicio.

## Estructura
| Cut through an TFT display. | - 1. Placas de vidrio - 2 y 3. Polarizadores horizontal y vertical - 4. Máscara de color RGB - 5 y 6. Línea de comando horizontal y vertical - 7. Resistente capa de polímero - 8. Separadores - 9. Thin film transistors - 10. Electrodo frontal - 11. Electrodos traseros |

## Fabricación

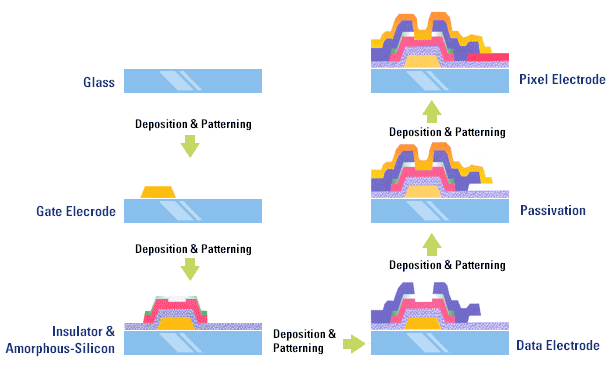
Proceso de fabricación de un panel thin-film transistor.

Los TFT se pueden fabricar con una gran variedad de materiales semiconductores. El más común es el silicio. Las características del TFT basado en el silicio depende de su estado cristalino. Esto es, que la capa de semiconductor puede ser silicio amorfo, silicio microcristalino, o puede haber sido templado en un polisilicio.
Otros materiales que pueden ser usados como semiconductores en TFTs son el seleniuro de cadmio (CdSe) y óxidos de metal como el óxido de zinc. Los TFTs también pueden ser fabricados usando materiales orgánicos (Transistores orgánicos u OTFT).
Usando semiconductores y electrodos transparentes, como el óxido de indio y estaño (ITO), los dispositivos TFT pueden hacerse completamente transparentes.
Debido a que los sustratos convencionales no pueden soportar el recocido a altas temperaturas, el proceso de deposición tiene que ser realizado en temperaturas relativamente bajas. Se utiliza la deposición química de vapor y la deposición física de vapor (por lo general pulverización catódica). Además, la primera solución de procesado TFT transparente (TTFTs), sobre la base de óxido de zinc, fue anunciado en 2003 por investigadores de la Oregon State University.
El laboratorio portugués CENIMAT en la Universidade Nova de Lisboa  ha producido el primer TFT completamente transparente a temperatura ambiente. CENIMAT también desarrolló el primer transistor de papel, que puede conducir a aplicaciones tales como revistas y páginas de revistas con imágenes en movimiento.

## Aplicaciones
La aplicación más conocida de los transistores de película delgada son las pantallas TFT LCDs, una implementación de la tecnología de pantalla de cristal líquido. Los transistores están integrados en el propio panel, lo que reduce la diafonía entre píxeles y mejorar la estabilidad de la imagen.
Desde 2008, muchos monitores y televisores LCD a color utilizan esta tecnología. Las pantallas TFT son muy utilizados en radiografía digital y aplicaciones de radiografía general. Un TFT se utiliza tanto en la captura directa e indirecta como base para el receptor de imagen en radiología médica.
Las nuevas pantallas AMOLED («Diodo orgánico de emisión de luz de matriz activa») también contienen una capa TFT.
El aspecto más beneficioso de la tecnología TFT es un transistor para cada píxel en la pantalla. A medida que cada transistor disminuye, lo hace también la cantidad de carga necesaria para el control. Esto permite un redibujo muy rápido de la pantalla.
Antes de la TFT, las pantallas LCD de matriz pasiva no podían mostrar con fluidez imágenes en movimiento rápido. Un puntero arrastrado a través de la pantalla, por ejemplo, del punto A al punto B, parece desaparecer entre los dos puntos. En un monitor TFT se puede realizar el seguimiento del puntero, lo que resulta en una pantalla que se puede utilizar para videojuegos y otras formas de multimedia.